# Christen Smith

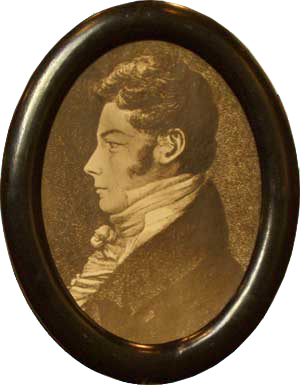
Christen Smith.

Christen Smith, född den 17 oktober 1785 i Skoger vid Drammen, död den 22 september 1816 i Kongobäckenet, var en norsk naturforskare. Han var farbror till militärläkaren Christen Smith. 
Smith blev student vid Köpenhamns universitet 1801, tog medicinsk ämbetsexamen 1808 och var praktiserande läkare i Norge 1809-12. Tillsammans med danske professorn J.W. Hornemann bereste han 1803-12 stora delar av Norge (bland annat Jotunheimen som pionjär) för botaniska studier och utnämndes 1814 till professor i botanik vid Kristiania universitet, en lärostol, som han aldrig kom att tillträda. År 1815 bereste han jämte Leopold von Buch Kanarieöarna. På uppmaning av Royal society i London biträdde han i februari 1816 som botanist och geolog en engelsk vetenskaplig expedition för utforskning av Kongoflodens nedre lopp. På återvägen härifrån dukade han under av klimatfeber. 
Smiths dagböcker och samlingar från Kongo räddades, varibland ett herbarium med 620 arter, av vilka omkring 250 var nya för vetenskapen; dessa bearbetades av Robert Brown. Postumt utgavs Smiths Dagbog paa en reise til Congo i Afrika (av J.E. Kraft, 1819) och Dagbog paa reisen til de Canariske øer 1815 (av F.C. Kiær, 1889). En del av det av Smith ihopsamlade materialet är bearbetat i "Narrative of an expedition to explore the river Zaire in 1816 etc." (London, 1818), där även hans biografi meddelas.
Auktorsnamnet C.Sm. kan användas för Christen Smith i samband med ett vetenskapligt namn inom botaniken; se Wikipediaartiklar som länkar till auktorsnamnet.